# Chrishall
Chrishall is een civil parish in het bestuurlijke gebied Uttlesford, in het Engelse graafschap Essex. De plaats telt 555 inwoners.